# Fattigkärrlöpare
Fattigkärrlöpare (Agonum hypocrita) är en skalbaggsart som först beskrevs av Viktor Apfelbeck 1904.  Fattigkärrlöpare ingår i släktet Agonum, och familjen jordlöpare. Arten är reproducerande i Sverige.